# THRAK
THRAK er et album med gruppen King Crimson, udgivet i 1995 som en makker til det foregående minialbum VROOOM (1994). Nummeret "B'Boom" indeholder den første trommesolo nogensinde på et studiealbum med King Crimson.